# Kwadacha Wilderness Park
Kwadacha Wilderness Park är en park i Kanada.   Den ligger i provinsen British Columbia, i den centrala delen av landet, 3 600 km väster om huvudstaden Ottawa. Kwadacha Wilderness Park ligger 1 142 meter över havet.
Terrängen runt Kwadacha Wilderness Park är bergig åt sydost, men åt nordväst är den kuperad. Kwadacha Wilderness Park ligger nere i en dal. Trakten runt Kwadacha Wilderness Park är nära nog obefolkad, med mindre än två invånare per kvadratkilometer.. Det finns inga samhällen i närheten. 